# Cryptotendipes tamactus
Cryptotendipes tamactus är en tvåvingeart som beskrevs av Sasa 1983. Cryptotendipes tamactus ingår i släktet Cryptotendipes och familjen fjädermyggor. Inga underarter finns listade i Catalogue of Life.